# Валаханович, Игорь Александрович
Игорь Александрович Валаханович (бел. Ігар Аляксандравіч Валахановіч; род. 1 февраля 1971, Заболотье, Минская область) — белорусский историк, кандидат исторических наук (1999), доцент (2015).

## Биография
Окончил Белорусский государственный университет в 1993 году, работал учителем истории в Фанипольской средней школе № 1 в 1993—1996 годах. Защитил кандидатскую диссертацию «Антисоветское подполье на территории Беларуси в 1944—1953 гг.: организационная структура, программно-уставные положения и основные этапы деятельности» (научный руководитель — кандидат исторических наук Олег Яновский). Исследует историю белорусского антисоветского движения в конце 1940-х — начале 1950-х (в том числе деятельность ячеек ОУН-УПА), деятельность органов Госбезопасности БССР и Республики Беларусь (в том числе организацию партизанского движения в начале ВОВ) и проблематику коллаборационизма. С 1996 года сотрудник и заведующий отдела центрального архива КГБ Белоруссии. С 2013 года — начальник специализированной кафедры Института национальной безопасности Республики Беларусь. С 2019 года - главный советник Белорусского института стратегических исследований.
Валаханович — автор более 40 научных публикаций на тематику антисоветского и коллаборационистского движения в Белоруссии и борьбы против него. Согласно его работам, ядро послевоенных антисоветских группировок составили пережившие войну члены Союза белорусской молодёжи, Белорусской народной самопомощи, Белорусской краевой обороны и Белорусской незалежницкой партии.

## Научные работы
- Антисоветское подполье на территории Беларуси в 1944—1953 гг.: организационная структура, программно-уставные положения и основные этапы деятельности. Автореф. дис. на соиск. учен. степ. канд. ист. наук: 07.00.02 /БГУ/. Минск. 1999. 20 с.
- Антисоветское подполье на территории Беларуси в 1944—1953 гг. Минск. БДУ. 2002. 144, [2] с.
- Руководители органов государственной безопасности Беларуси. Краткий биографический справочник. /Составители: А. Р. Кулеш, Л. В. Пименов, И. А. Валаханович/ — Минск. Бел. Энциклопедия. 1997. — 42, [1] с.
- Тайны похоронных досье. // Спецназ: сила духа, воли и тела. Журнал для посвятивших свою жизнь служению Отечеству. (Белорусская ассоциация ветеранов подразделений специального назначения войск МВД «Честь»). № 3. 2009. С. 30―31.